# Football Club Fleury 91 2021-2022
Questa voce raccoglie le informazioni riguardanti la squadra femminile del Football Club Fleury 91 nelle competizioni ufficiali della stagione 2021-2022.

## Divise e sponsor
La grafica delle divise ripropone i colori sociali del club, il rosso e il nero. Il main sponsor era a società di trasporti Bovis, lo sponsor tecnico, fornitore delle tenute da gioco, SKITA.
| Casa | Trasferta |

## Organigramma societario
Area tecnica
- Allenatore: Fabrice Abriel
- Vice allenatore:
- Preparatore dei portieri:
- Preparatore atletico:
- Medico sociale:
- Fisioterapista:

## Rosa
Rosa, ruoli e numeri di maglia come da sito ufficiale e da sito statsfootofeminin.fr, aggiornati all'8 dicembre 2021.
| N. |                           | Ruolo | Calciatrice                |
| -- | ------------------------- | ----- | -------------------------- |
| 1  | Francia (bandiera)        | P     | Émmeline Mainguy           |
| 2  | Francia (bandiera)        | D     | Sara Kassi                 |
| 4  | Algeria (bandiera)        | C     | Imane Chebel               |
| 5  | Camerun (bandiera)        | A     | Jeannette Yango            |
| 6  | Francia (bandiera)        | C     | Thelma Eninger             |
| 7  | Canada (bandiera)         | D     | Marie Levasseur            |
| 8  | Polonia (bandiera)        | C     | Ewelina Kamczyk            |
| 9  | Polonia (bandiera)        | A     | Nikola Karczewska          |
| 10 | Francia (bandiera)        | C     | Léa Le Garrec              |
| 11 | Francia (bandiera)        | C     | Maureen Bigot              |
| 12 | Camerun (bandiera)        | D     | Claudine Meffometou Tcheno |
| 13 | Costa d'Avorio (bandiera) | A     | Rosemonde Kouassi          |
| 14 | Polonia (bandiera)        | C     | Dominika Grabowska         |

| N. |                      | Ruolo | Calciatrice         |
| -- | -------------------- | ----- | ------------------- |
| 15 | Canada (bandiera)    | C     | Miranda Smith       |
| 16 | Finlandia (bandiera) | P     | Katriina Talaslahti |
| 17 | Francia (bandiera)   | D     | Julie Debever       |
| 18 | Francia (bandiera)   | A     | Kenza Chapelle      |
| 19 | Francia (bandiera)   | C     | Alizee Leroy        |
| 20 | Francia (bandiera)   | D     | Charlotte Fernandes |
| 21 | Francia (bandiera)   | C     | Marine Dafeur       |
| 22 | Spagna (bandiera)    | C     | Maria Diaz          |
| 25 | Francia (bandiera)   | D     | Julie Piga          |
| 26 | Francia (bandiera)   | A     | Amandine Beche      |
| 28 | Francia (bandiera)   | D     | Marine Haupais      |
| 33 | Francia (bandiera)   | C     | Laurine Pinot       |

## Calciomercato

### Sessione estiva
| Acquisti | Acquisti            | Acquisti        | Acquisti    |
| R.       | Nome                | da              | Modalità    |
| -------- | ------------------- | --------------- | ----------- |
| P        | Katriina Talaslahti | Olympique Lione |             |
| D        | Imane Chebel        | BIIK Kazygurt   |             |
| D        | Julie Debever       | Inter           | [ 3 ] [ 4 ] |
| C        | Ewelina Kamczyk     | Górnik Łęczna   | [ 5 ]       |
| C        | María Diáz          | Athletic Bilbao |             |
| C        | Jeannette Yango     | Guingamp        |             |
| A        | Nikola Karczewska   | Górnik Łęczna   |             |

| Cessioni | Cessioni          | Cessioni        | Cessioni |
| R.       | Nome              | a               | Modalità |
| -------- | ----------------- | --------------- | -------- |
| D        | Anja Sønstevold   | Inter           | [ 6 ]    |
| D        | Cecilie Sandvej   | Birmingham City |          |
| D        | Teninsoun Sissoko | Turbine Potsdam |          |
| C        | Jenna Dear        | Digione         |          |
| C        | Kamilla Karlsen   | Djurgården      |          |
| A        | Julia Spetsmark   | Apollōn Lemesou |          |

### Sessione invernale
| Acquisti | Acquisti       | Acquisti             | Acquisti   |
| R.       | Nome           | da                   | Modalità   |
| -------- | -------------- | -------------------- | ---------- |
| D        | Mariam Diakité | Juventus de Yopougon | definitivo |

| Cessioni | Cessioni | Cessioni | Cessioni |
| R.       | Nome     | a        | Modalità |
| -------- | -------- | -------- | -------- |
|          |          |          |          |

## Risultati

### Division 1

#### Girone di andata
| Arbitro: | Collin |

|                                                                   |           |  |
| Baltimore 15’ Däbritz 21’ Diani 35’ Yango 61’ (aut.) Bachmann 85’ | Marcatori |  |

| Arbitro: | Rochebilière |

|  |           |         |
|  | Marcatori | 43’ Sow |

| Arbitro: | Beyer |

|                   |           |                               |
| Snoeijs 3’ (rig.) | Marcatori | 83’ Piga 88’ (rig.) Grabowska |

| Arbitro: | Elbour |

|                |           |  |
| Karczewska 39’ | Marcatori |  |

| Arbitro: | Guillot |

|              |           |                              |
| Fowler 90+4’ | Marcatori | 24’ Le Garrec 85’ Karczewska |

| Arbitro: | Rochebilière |

|  |           |              |
|  | Marcatori | 29’ Barbance |

| Arbitro: | Laur |

|               |           |  |
| Le Garrec 57’ | Marcatori |  |

| Arbitro: | Guillot |

|  |           |                                                  |
|  | Marcatori | 39’ Díaz 45’ Dafeur 57’ Karczewska 90+2’ Kouassi |

| Arbitro: | Elbour |

|                                                                       |           |                                        |
| Dafeur 8’ Grabowska 34’ Karczewska 60’, 69’ Levasseur 71’ Debever 76’ | Marcatori | 55’ (aut.) Fernandes 88’ (rig.) Traoré |

| Arbitro: | Beyer |

|                                                    |           |  |
| Hegerberg 24’ Cayman 30’ Mbock Bathy 39’ Henry 52’ | Marcatori |  |

| Arbitro: | Guillot |

|                |           |  |
| Karczewska 71’ | Marcatori |  |

#### Girone di ritorno
| Arbitro: | Beyer |

|  |           |           |
|  | Marcatori | 86’ Yango |

| Digione 8 febbraio 2022, ore 18:30 CET 13ª giornata | Digione | 0 – 0 referto | Fleury | Stade des Poussots (388 spett.)\| Arbitro: \| Beyer \| |
| Arbitro:                                            | Beyer   |               |        |                                                        |

| Arbitro: | Gonçalves |

|                    |           |  |
| Puntigam 5’ (aut.) | Marcatori |  |

| Arbitro: | Beyer |

|  |           |                                                   |
|  | Marcatori | 8’ Geyoro 22’ (rig.) Dudek 62’ Diani 89’ Bachmann |

| Arbitro: | Gerbel |

|                             |           |               |
| Bourdieu 27’, 61’ Matéo 88’ | Marcatori | 13’ Grabowska |

| Arbitro: | Collin |

|                          |           |  |
| Kouassi 8’ Le Garrec 75’ | Marcatori |  |

| Arbitro: | Guillot |

|  |           |                      |
|  | Marcatori | 55’ (rig.) Grabowska |

| Arbitro: | Collin |

|             |           |                           |
| Kouassi 36’ | Marcatori | 37’ Cascarino 60’ Macario |

| Arbitro: | Laur |

|  |           |                                                            |
|  | Marcatori | 55’ Debever 68’ Kouassi 85’, 90+1’ Chapelle 859’ Le Garrec |

| Arbitro: | Rochebilière |

|                                          |           |                   |
| Karczewska 48’ (rig.), 60’, 86’ Piga 89’ | Marcatori | 9’ Vidal 23’ Gago |

| Arbitro: | Gonçalves |

|  |           |                                  |
|  | Marcatori | 25’, 83’ Kouassi 90+2’ Grabowska |

### Coppa di Francia
| Arbitro: | Guillot |

|  |           |                                    |
|  | Marcatori | 28’ Chebel 70’ Kouassi 90’ Kamczyk |

| Arbitro: | Guillot |

|              |           |                                    |
| Perrotte 10’ | Marcatori | 8’, 56’, 57’ Kamczyk 58’ Le Garrec |

| Arbitro: | Benmahammed |

|                                       |                      |                                     |
| Thiney 20’                            | Marcatori            | 59’ Kamczyk                         |
| Thiney Soyer Greboval Bourdieu Corboz | Tiri di rigore 3 – 4 | Grabowska Dafeur Kamczyk Piga Yango |

| Arbitro: | Emeline Rochebilière |

|                      |           |                                         |
| Kouassi 8’ Yango 21’ | Marcatori | 35’, 45’ Katoto 59’ Karchaoui 76’ Diani |

## Statistiche

### Statistiche di squadra
| Competizione     | Punti | In casa | In casa | In casa | In casa | In casa | In casa | In trasferta | In trasferta | In trasferta | In trasferta | In trasferta | In trasferta | Totale | Totale | Totale | Totale | Totale | Totale | DR  |
| Competizione     | Punti | G       | V       | N       | P       | Gf      | Gs      | G            | V            | N            | P            | Gf           | Gs           | G      | V      | N      | P      | Gf     | Gs     | DR  |
| ---------------- | ----- | ------- | ------- | ------- | ------- | ------- | ------- | ------------ | ------------ | ------------ | ------------ | ------------ | ------------ | ------ | ------ | ------ | ------ | ------ | ------ | --- |
| Division 1       | 39    | 11      | 7       | 0       | 4       | 17      | 12      | 11           | 4            | 6            | 1            | 32           | 8            | 22     | 11     | 6      | 5      | 49     | 20     | +29 |
| Coppa di Francia | -     | 1       | 0       | 0       | 1       | 2       | 4       | 3            | 2            | 1            | 0            | 8            | 2            | 4      | 2      | 1      | 1      | 10     | 6      | +4  |
| Totale           | -     | 12      | 7       | 0       | 5       | 19      | 16      | 14           | 6            | 7            | 1            | 40           | 10           | 26     | 13     | 7      | 6      | 59     | 26     | +33 |

### Andamento in campionato
| Giornata  | 1  | 2  | 3  | 4 | 5 | 6 | 7 | 8 | 9 | 10 | 11 | 12 | 13 | 14 | 15 | 16 | 17 | 18 | 19 | 20 | 21 | 22 |
| --------- | -- | -- | -- | - | - | - | - | - | - | -- | -- | -- | -- | -- | -- | -- | -- | -- | -- | -- | -- | -- |
| Luogo     | T  | C  | T  | C | T | C | C | T | C | T  | C  | T  | T  | C  | C  | T  | C  | T  | C  | T  | C  | T  |
| Risultato | P  | P  | V  | V | V | P | V | V | V | P  | V  | V  | N  | V  | P  | P  | V  | V  | P  | V  | V  | V  |
| Posizione | 12 | 12 | 10 | 6 | 4 | 5 | 4 | 4 | 4 | 4  | 4  | 4  | 4  | 4  | 4  | 4  | 4  | 4  | 4  | 4  | 4  | 4  |

Legenda:

Luogo: C = Casa; T = Trasferta. Risultato: V = Vittoria; N = Pareggio; P = Sconfitta.

### Statistiche delle giocatrici
| Giocatore     | Division 1 | Division 1 | Division 1  | Division 1 | Coppa di Francia | Coppa di Francia | Coppa di Francia | Coppa di Francia | Totale   | Totale | Totale      | Totale     |
| Giocatore     | Presenze   | Reti       | Ammonizioni | Espulsioni | Presenze         | Reti             | Ammonizioni      | Espulsioni       | Presenze | Reti   | Ammonizioni | Espulsioni |
| ------------- | ---------- | ---------- | ----------- | ---------- | ---------------- | ---------------- | ---------------- | ---------------- | -------- | ------ | ----------- | ---------- |
| J. Debever    | 21         | 2          | 0           | 0          | 2                | 0                | 0                | 0                | 23       | 2      | 0           | 0          |
| D. Grabowska  | 20         | 5          | 2           | 0          | 4                | 0                | 0                | 0                | 24       | 5      | 2           | 0          |
| J. Piga       | 21         | 2          | 4           | 0          | 3                | 0                | 1                | 0                | 24       | 2      | 5           | 0          |
| N. Karczewska | 21         | 9          | 4           | 0          | 4                | 0                | 1                | 0                | 25       | 9      | 5           | 0          |